# ABN AMRO World Tennis Tournament 2002
ABN AMRO World Tennis Tournament 2002 — тенісний турнір, що проходив на кортах з твердим покриттям у місті Роттердам, Нідерланди з 18 лютого . Належав до категорії ATP International Series Gold, був турніром серії Rotterdam Open 2002 року.

## Фінальна частина

### Одиночний розряд
Ніколя Ескюде —  Тім Генман 3–6, 7–6(9–7), 6–4

### Парний розряд
Роджер Федерер /  Максим Мирний —  Марк Ноулз (тенісист) /  Деніел Нестор 4–6, 6–3, [10–4]